# Gramais
Gramais is een gemeente in het district Reutte in de Oostenrijkse deelstaat Tirol.
Qua inwoneraantal is het de kleinste zelfstandige gemeente van Oostenrijk. Gramais ligt aan het eind van het Gramaistal, een klein zijdal van het Lechtal, dat bij Häselgehr naar het zuidoosten afbuigt. Gramais is over een 8,5 kilometer lange weg vanuit Häselgehr bereikbaar.
De economie van de gemeente is gericht op de landbouw en het toerisme. Het dorp is startpunt voor wandelingen en bergtochten door de Lechtaler Alpen.

## Geschiedenis
Gramais werd in 1427 voor het eerst vermeld. De naam is afgeleid van het Latijnse graminosa ("grasrijk") of het Reto-Romaanse grumoso ("onkruidrijk").
Het gebied werd in de 13e eeuw vanuit het gebied rondom Imst betrokken. Aanvankelijk werd het gebied enkel als weidegrond gebruikt, maar geleidelijk ontstond er een nederzetting. In 1837 woonden er nog 121 mensen in Gramais.
Bach · Berwang · Biberwier · Bichlbach · Breitenwang · Ehenbichl · Ehrwald · Elbigenalp · Elmen · Forchach · Grän · Gramais · Häselgehr · Heiterwang · Hinterhornbach · Höfen · Holzgau · Jungholz · Kaisers · Lechaschau · Lermoos · Musau · Namlos · Nesselwängle · Pfafflar · Pflach · Pinswang · Reutte · Schattwald · Stanzach · Steeg · Tannheim · Vils · Vorderhornbach · Wängle · Weißenbach am Lech · Zöblen
- Gemeinsame Normdatei: 4238601-9
- Virtual International Authority File: 235998427